# Papiro 4
Il Papiro 4 ({\displaystyle {\mathfrak {p}}}4) è un antico manoscritto del Nuovo Testamento, uno dei due più antichi contenenti il Vangelo secondo Luca, datato agli inizi del III secolo.

## Contenuto del papiro
{\displaystyle {\mathfrak {p}}}4 contiene una piccola parte del Vangelo secondo Luca: 1:58-59; 1:62-2:1; 2:6-7; 3:8-4:2; 4:29-32, 34-35; 5:3-8; 5:30-6:16.
È attualmente ospitato presso la Biblioteca nazionale di Francia (Suppl. Gr. 1120).
Il testo del codice è rappresentativo del tipo testuale alessandrino. Il teologo Kurt Aland lo ha collocato nella Categoria I.